# Kathetostoma
Kathetostoma es un género de peces perciformes de la familia Uranoscopidae.

## Especies
Se reconocen las siguientes especies:
- Kathetostoma albigutta Bean, 1892
- Kathetostoma averruncus Jordan y Bollman, 1890
- Kathetostoma binigrasella Gomon y Roberts, 2011
- Kathetostoma canaster Gomon y Last, 1987
- Kathetostoma cubana Barbour, 1941
- Kathetostoma fluviatilis Hutton, 1872
- Kathetostoma giganteum Haast, 1873
- Kathetostoma laeve (Bloch y Schneider, 1801)
- Kathetostoma nigrofasciatum Waite y McCulloch, 1915